# Šlaǧ Tanƶ
Šlaǧ Tanƶ ist das dreizehnte Studioalbum der französischen Progressive-Rock- und Zeuhl-Gruppe Magma. Es wurde am 10. Januar 2015 als EP vom Musiklabel Seventh Records veröffentlicht.

## Musikstil
Šlaǧ Tanƶ ist eine Symphonie mit Elementen aus Jazz und Metal. Das Album enthält auffallend viele Texte in französischer Sprache, was in der bisherigen Diskografie Magmas eher unüblich war, die ihre Texte sonst in einer selbst kreierten Phantasiesprache verfasste.

## Entstehungsgeschichte
Wie Félicité Thösz wurde auch der Titel Šlaǧ Tanƶ von der Band seit 2009 live als Wöst Klameuhn mit einer Laufzeit von etwa 10 Minuten auf Konzerten gespielt. In den folgenden Jahren wurde der Titel weiterentwickelt und erstmals 2013 auf der DVD Mythes et légendes Epok V noch in einer, im Vergleich zu diesem Studioalbum, härteren Fassung veröffentlicht.

## Titelliste
1. Imëhntösz – Alert! – 2:19
2. Šlaǧ – 3:02
3. Dümb – 2:57
4. Vers La Nuit – 3:29
5. Dümblaê (Le Silence Des Mondes) – 2:57
6. Zü Zaïn ! – 2:16
7. Šlaǧ Tanƶ – 2:29
8. Wohldünt – 1:22

## Charterfolge
Am 7. Februar 2015 erreichte Šlaǧ Tanƶ Platz 179 der französischen Albumcharts snep.